# Douglas Stewart (équitation)
Pour les articles homonymes, voir Douglas Stewart et Stewart.
Douglas Norman "Duggie" Stewart (né le 24 juin 1913 dans le South Ayrshire, mort le 25 juillet 1991 dans les Scottish Borders) est un cavalier britannique de saut d’obstacles.

## Carrière
Il remporte la médaille d'or par équipe aux Jeux olympiques d'été de 1952.

## Source, notes et références
- (en) Cet article est partiellement ou en totalité issu de l’article de Wikipédia en anglais intitulé « Douglas Stewart (equestrian) » (voir la liste des auteurs).